# جبل شار
جبل شار في السعودية، يقع شمال شرق ضباء، ويبعد عنها 25 كم تقريباً، ويقع شرق ميناء المويلح بنحو 20 كم يخترقه وادي السر، ويمتد من الجنوب إلى الشمال حيث يتصل بجبل دباغ.